# Тисаферн
Тисаферн (грч. Τισσαφέρνης; умро 395. п. н. е.) је био персијски сатрап Лидије и Карије од 415. до 408. п. н. е. и од 401. до 395. п. н. е.

## Биографија
Током Архидамовог рата и Сицилијанске експедиције, Атињани су подржавали побуњеног лидијског сатрапа Писутна. Персијски цар Дарије II гуши устанак и убија Писутна. На његово место постављен је Тисаферн (415. п. н. е.). Тисаферн је постао сатрап Лидије и Карије и командант персијских снага у Малој Азији. Тисаферн је узимо учешћа у Пелопонеском рату. Алкибијад, руководилац спартанске политике у Јонији, успео га је привући на своју страну. Међутим, Алкибијадова велика популарност донела му је у Спарти бројне непријатеље. Спартански краљ издао је наређење да га убију. Због тога Алкибијад прелази на атинску страну. Тисаферна је уверавао како треба помагати Атину јер је персијском краљу у интересу да обе стране буду ослабљене ратом, а не да Спарта однесе брзу победу. Спартанци су оптужили Тисаферна пред персијским царем за издају. Како би са себе збацио оптужбу, Тисаферн затвара Алкибијада у тамницу. Алкибијад је успео побећи након чега наноси Спартанцима пораз у поморској биткама код Киноскеме и Кизика. 
Промена персијске политике и подржавање Спарте разлог је за смену Тисаферна са положаја сатрапа Лидије 408. године п. н. е. На његово место постављен је Кир Млађи, царев син. Након пораза Атине у Пелопонеском рату Кир Млађи узпомоћ сартанских најамничких снага организује грађански рат против свога брата, новог цара Артаксеркса II. Тисаферн је обавестио новог цара о опасноси. У бици код Кунаксе убијен је Кир Млађи, а Тисаферн је враћен на свој положај. Потом је кренуо у кажњавање јонских градова који су пружали помоћ Киру. То је довело до окретања неких јонских градова против Тисаферна и слања позива у помоћ спартанском краљу Агесилају. Агесилај II 396. године п. н. е. напада Малу Азију. Фарнабаз и Тисаферн склапају примирје. Агесилај је тиме желео обезбедити своју војску од напада из Карије како би могао напасти Фарнабазову Фригију, а Тисаферн је потајно желео да Спартанци освоје Фригију након чега би их он протерао из Јоније и тиме постао самосталан владар Мале Азије. Фарнабаз је одбио нападе Агесилаја и истовремено послао Тимократа са Родоса у Атину како би тамо заговарао устанак против Спартанске хегемоније. Агесилај потом напада Тисаферна и наноси му пораз код Сарда. Пораз код Сарда охрабрио је Фарнабаза да наговори персијског цара да убије Тисаферна. Тисаферн је убијен у Колосију.